# 아내는 지금 서울에 있습니다
《아내는 지금 서울에 있습니다》는 2002년 1월 4일에 MBC에서 방영한 베스트극장이다.

## 등장 인물

### 주요 인물
- 손현주 : 김춘호 역 - 시골 학교 소사
- 고정민 : 김유나 역

### 그 외 인물
- 이인철 : 춘호의 동료 역
- 송일국 : 차성규 역
- 박형선 : 성규의 아내 역
- 함신영
- 김태영
- 김영신